# لا الديا ديل أوبيسبو
بلدية لا الديا ديل أوبيسبو (بالإسبانية: La Aldea del Obispo)‏، هي بلدية تقع في مقاطعة قصرش والتي تقع في منطقة إكستريمادورا، غرب إسبانيا.
يبلغ عدد سكانها 353 نسمة وفقاً لإحصائية سنة (2002).